# Катаріна Гелена Доррієн
Катаріна Гелена Доррієн (нім. Catharina Helena Dörrien; 1 березня 1717 — 8 червня 1795) — німецька жінка-ботанік, ботанічна ілюстраторка, визнана «найвідомішою німецькомовною жінкою-натуралісткою того періоду». Вона була талановитою художницею, яка створила понад 1400 акварельних ботанічних ілюстрацій та опублікувала у 1777 році каталог рослин Оранського князівства. Вона також була першою жінкою, яка назвала таксон грибів.

## Біографія
Доррієн була дочкою пастора Йоганна Йонаса Доррієна та Люсії Катаріни (уродженої Шрадер), і була другою з їхніх чотирьох дітей. Пастор навчав своїх дітей вдома, також і ботаніці. Доррієн взяла на себе управління сімейним будинком після смерті матері в 1733 році та смерті батька через чотири роки.
У 1746 році, коли їй було 30 років, Доррієн покинула Гільдесгайм та почала працювати гувернанткою в Ділленбургу у своєї подруги дитинства Софі Анни Бландіни (уродженої фон Алерс). Спочатку Доррієн малювала для задоволення, але чоловік Софі, Антон Ульріх фон Ерат, заохотив її створити ілюстровану флору Оранського князівства. У 1777 році Доррієн створила каталог, однією з перших німецьких ботаніків, які використали систему класифікації Карла Ліннея. У каталозі вона представила два різновиди грибів, ставши першою жінкою, яка найменувала грибний таксон.

## Почесті
Доррієн була почесним членом багатьох наукових товариств: 
- 1766 - почесний член Societatis Botanicae Florentinae (Ботанічне товариство Флоренції);
- 1776 - член Берлінського товариства друзів природничих наук;
- 1776 - перша жінка-член Берлінського товариства;
- 1790 - член ботанічного товариства.

## Публікації
- Dörrien CH (1770a). Von der Fragaria sterilis. Hannoverisches Magazin 8(35): 557–560.
- Dörrien CH (1770b). Von den Wurzeln der Cuscuta. Hannoverisches Magazin8(56): 891–896.
- Dörrien CH (1773). Erfahrung von verschiedenem Ungeziefer, welches den Salat verfolget, und den Mitteln dagegen. Dillenburgische Intelligenz-Nachrichten 5 June: 153–154.
- Dörrien CH (1777) [as ‘1779’]. Verzeichniß und Beschreibung der sämtlichen in den Fürstlich Oranien-Naussauischen Landen wildwachsenden Gewächse. Bey Christian Gottfried Donatius, Lübeck, Germany. [TL-2 31.113, 2 editions]
- Dörrien CH (1785). Nachrichten von Katharina Helena Dörrien, von ihr selbst erzählt, in einem Briefe an Herrn Professor Seybold. Magazin für Frauenzimmer 1785(4): 125–135.